# Молла Маллорі
Молла Маллорі (англ. Molla Mallory; 6 березня 1884 — 22 листопада 1959) — колишня американська тенісистка.
Найвищу одиночну позицію світового рейтингу — 1 місце досягла в рейтингу США.
Перемагала на турнірах Великого шолома в одиночному, парному та змішаному парному розрядах.

## Фінали турнірів Великого шолома

### Одиночний розряд: 11 (8–3)
| Результат | Рік  | Турнір                     | Покриття | Суперниця             | Рахунок       |
| --------- | ---- | -------------------------- | -------- | --------------------- | ------------- |
| Перемога  | 1915 | Національний чемпіонат США | Трава    | Гейзел Гочкіс-Вайтмен | 4–6, 6–2, 6–0 |
| Перемога  | 1916 | Національний чемпіонат США | Трава    | Луїс Геммонд Реймонд  | 6–0, 6–1      |
| Перемога  | 1917 | Національний чемпіонат США | Трава    | Меріон Вандергуф      | 4–6, 6–0, 6–2 |
| Перемога  | 1918 | Національний чемпіонат США | Трава    | Елінор Ґосс           | 6–4, 6–3      |
| Перемога  | 1920 | Національний чемпіонат США | Трава    | Маріон Зіндерштайн    | 6–3, 6–1      |
| Перемога  | 1921 | Національний чемпіонат США | Трава    | Мері Браун            | 4–6, 6–4, 6–2 |
| Поразка   | 1922 | Вімблдонський турнір       | Трава    | Сюзанн Ленглен        | 2–6, 0–6      |
| Перемога  | 1922 | Національний чемпіонат США | Трава    | Гелен Віллс           | 6–3, 6–1      |
| Поразка   | 1923 | Національний чемпіонат США | Трава    | Гелен Віллс           | 2–6, 1–6      |
| Поразка   | 1924 | Національний чемпіонат США | Трава    | Гелен Віллс           | 1–6, 3–6      |
| Перемога  | 1926 | Національний чемпіонат США | Трава    | Елізабет Раян         | 4–6, 6–4, 9–7 |

### Парний розряд: 4 (2–2)
| Результат | Рік  | Турнір                     | Покриття | Партнерка     | Суперниці                       | Рахунок        |
| --------- | ---- | -------------------------- | -------- | ------------- | ------------------------------- | -------------- |
| Перемога  | 1916 | Національний чемпіонат США | Трава    | Елеонора Сірс | Луїс Геммонд Реймонд Една Вілді | 4–6, 6–2, 10–8 |
| Перемога  | 1917 | Національний чемпіонат США | Трава    | Елеонора Сірс | Філліс Волш Ґрейс Мур Лірой     | 6–2, 6–4       |
| Поразка   | 1918 | Національний чемпіонат США | Трава    | Анна Роґґе    | Елінор Ґосс Маріон Зіндерштайн  | 5–7, 6–8       |
| Поразка   | 1922 | Національний чемпіонат США | Трава    | Едіт Сіґорні  | Гелен Віллс Маріон Зіндерштайн  | 4–6, 9–7, 3–6  |

### Мікст: 8 (3–5)
| Результат | Рік  | Турнір                     | Покриття | Партнерка       | Суперниці                               | Рахунок         |
| --------- | ---- | -------------------------- | -------- | --------------- | --------------------------------------- | --------------- |
| Поразка   | 1915 | Національний чемпіонат США | Трава    | Ірвінґ Райт     | Гаррі Джонсон Гейзел Гочкіс-Вайтмен     | 0–6, 1–6        |
| Перемога  | 1917 | Національний чемпіонат США | Трава    | Ірвінґ Райт     | Білл Тілден Флоренс Баллін              | 10–12, 6–1, 6–3 |
| Поразка   | 1918 | Національний чемпіонат США | Трава    | Фред Александер | Ірвінґ Райт Гейзел Гочкіс-Вайтмен       | 2–6, 3–6        |
| Поразка   | 1920 | Національний чемпіонат США | Трава    | Крейґ Біддл     | Воллас Ф. Джонсон Гейзел Гочкіс-Вайтмен | 4–6, 3–6        |
| Поразка   | 1921 | Національний чемпіонат США | Трава    | Білл Тілден     | Білл Джонстон Мері Браун                | 6–3, 4–6, 3–6   |
| Перемога  | 1922 | Національний чемпіонат США | Трава    | Білл Тілден     | Говард Кінсі Гелен Віллс                | 6–4, 6–3        |
| Перемога  | 1923 | Національний чемпіонат США | Трава    | Білл Тілден     | Джон Гоукс Кетлін Маккейн-Годфрі        | 6–3, 2–6, 10–8  |
| Поразка   | 1924 | Національний чемпіонат США | Трава    | Білл Тілден     | Вінсент Річардс Гелен Віллс             | 8–6, 5–7, 0–6   |

## Часова шкала турнірів Великого шлему в одиночному розряді
| Турнір               | 1909  | 1910  | 1911  | 1912  | 1913  | 1914  | 1915  | 1916  | 1917  | 1918  | 1919  | 1920  | 1921  | 1922  | 1923  | 1924  | 1925  | 1926  | 1927  | 1928  | 1929  | Career SR | Career В-П |
| -------------------- | ----- | ----- | ----- | ----- | ----- | ----- | ----- | ----- | ----- | ----- | ----- | ----- | ----- | ----- | ----- | ----- | ----- | ----- | ----- | ----- | ----- | --------- | ---------- |
| Чемпіонат Австралії  | NH    | NH    | NH    | NH    | NH    | NH    | NH    | NH    | NH    | NH    | NH    | NH    | NH    |       |       |       |       |       |       |       |       | 0 / 0     | 0–0        |
| Чемпіонат Франції1   | R     | R     | R     |       |       |       | NH    | NH    | NH    | NH    | NH    |       |       |       |       | NH    |       |       |       | 2р    |       | 0 / 1     | 1–1        |
| Вімблдонський турнір | 2р    |       |       |       |       |       | NH    | NH    | NH    | NH    |       | ПФ    | ЧФ    | Ф     | ЧФ    | 2р    |       | ПФ    | 3р    | 1р    | 3р    | 0 / 10    | 23–14      |
| Чемпіонат США        |       |       |       |       |       |       | П     | П     | П     | П     | ПФ    | П     | П     | П     | Ф     | Ф     | ПФ    | П     | ЧФ    | ПФ    | ПФ    | 8 / 15    | 65–7       |
| SR                   | 0 / 1 | 0 / 0 | 0 / 0 | 0 / 0 | 0 / 0 | 0 / 0 | 1 / 1 | 1 / 1 | 1 / 1 | 1 / 1 | 0 / 1 | 1 / 2 | 1 / 3 | 1 / 2 | 0 / 2 | 0 / 2 | 0 / 1 | 1 / 2 | 0 / 2 | 0 / 3 | 0 / 2 | 8 / 26    | 89–22      |